# Comuna Ivankovo, Vukovar-Srijem
Ivankovo este o comună în cantonul Vukovar-Srijem, Croația, având o populație de 8.006 locuitori (2011).

## Demografie
Componența etnică a comunei Ivankovo
     Croați (99,66%)
     Necunoscut (0,01%)
     Neclasificat (0,27%)
Componența confesională a comunei Ivankovo
     Catolici (98,9%)
     Necunoscută (0,27%)
     Alte religii (0,82%)
Conform recensământului din 2011, comuna Ivankovo avea 8.006 locuitori. Din punct de vedere etnic, majoritatea locuitorilor (99,66%) erau croați. Apartenența etnică nu este cunoscută în cazul a 0,01% din locuitori. Din punct de vedere confesional, majoritatea locuitorilor (98,9%) erau catolici. Pentru 0,27% din locuitori nu este cunoscută apartenența confesională.